# Okręg wyborczy Luton North
Okręg wyborczy Luton North powstał w 1983 r. i wysyła do brytyjskiej Izby Gmin jednego deputowanego. Obejmuje północną częśc miasta Luton.

## Deputowani do brytyjskiej Izby Gmin z okręgu Luton North[2]
- 1983-1997 : John Russell Carlisle, Partia Konserwatywna
- 1997-2019 : Kelvin Hopkins, Partia Pracy, od 2017 niezależny
- 2019-     : Sarah Owen, Partia Pracy[3]